# Donji Stupnik
Donji Stupnik – wieś w Chorwacji, w żupanii zagrzebskiej, w gminie Stupnik. W 2011 roku liczyła 1375 mieszkańców.